# Nosymna
Nosymna is een geslacht van vlinders van de familie stippelmotten (Yponomeutidae).

## Soorten
- N. lapillata Edward Meyrick
- N. macrorrhyncha Edward Meyrick, 1930
- N. obnubila Durrant, 1916
- N. ochrochorda Edward Meyrick, 1924
- N. punctata Walsingham, 1900
- N. repletella Walker, 1864
- N. stipella Snellen, 1903